# Grant Allen
Charles Grant Blairfindie Allen (Kingston, 24 febbraio 1848 – Hindhead, 25 ottobre 1899) è stato uno scrittore e naturalista canadese.

## Biografia
Nato nei pressi di Kingston, Canada West (adesso parte dell'Ontario), era il secondo figlio di Catharine Ann Grant e del reverendo Joseph Antisell Allen, ministro protestante proveniente da Dublino, Irlanda. La madre era figlia del quinto barone di Longueuil.
Fu educato in casa finché, all'età di tredici anni, si trasferì con i genitori negli Stati Uniti, poi in Francia e infine nel Regno Unito. Studiò alla King Edward's School di Birmingham e al Merton College di Oxford, entrambi nel Regno Unito. Dopo la laurea, Allen studiò in Francia, insegnò al Brighton College tra il 1870 e il 1871 e quando aveva poco più di vent'anni divenne professore al Queen's College, in Giamaica.
Nonostante il padre religioso, Allen divenne agnostico e socialista. Dopo aver lasciato l'incarico di professore, nel 1876 fece ritorno in Inghilterra dove si dedicò alla scrittura, acquisendo una discreta fama grazie ai suoi saggi sulla scienza e alle sue opere letterarie. Uno dei suoi primi articoli, 'Note-Deafness' (una descrizione di ciò che oggi è chiamato amusia, pubblicato nel 1878 sulla rivista Mind) è citato positivamente in un recente libro di Oliver Sacks.
Le sue prime opere avevano argomenti scientifici, come ad esempio Physiological Æsthetics (1877) e Flowers and Their Pedigrees (1886). In un primo momento fu influenzato dalla psicologia associazionista, promulgata da Alexander Bain e Herbert Spencer, quest'ultimo spesso considerato l'individuo più importante nella transizione dalla psicologia associazionista al funzionalismo darwiniano. Nei numerosi articoli di Allen sui fiori e sulla percezione degli insetti, i concetti darwiniani sostituirono pian piano i vecchi termini spenceriani. A livello personale, la lunga amicizia instauratasi quando Allen aveva incontrato Spencer al suo ritorno dalla Giamaica, si fece più difficile nel corso degli anni. Allen scrisse un articolo biografico su Spencer piuttosto critico quando Spencer era già morto.
Dopo aver aiutato William Wilson Hunter con il suo Gazeteer of India intorno al 1880, Allen cominciò a interessarsi di narrativa e tra il 1884 e il 1899 scrisse circa 30 romanzi. Nel 1891 fu pubblicato Recalled to life (Tornata in vita, pubblicato per la prima volta in italiano nel 2021), un giallo con una stupefacente protagonista femminile capace di grande analisi introspettiva.  Nel 1895 lo scandaloso romanzo intitolato The Woman Who Did divenne un successo editoriale. Il libro narra di una donna che rifiuta di sottomettersi al legame matrimoniale, anche quando si rende conto di aspettare un bambino, decidendo di crescerlo da sola.
Nello stesso anno Allen dimostrò anche di essere un vero pioniere nella letteratura di fantascienza, con il romanzo Questi barbari inglesi (The British Barbarians). Il romanzo, pubblicato quasi contemporaneamente a La macchina del tempo di H. G. Wells, che include un riferimento ad Allen, descrive anch'esso un viaggio nel tempo, sebbene la trama sia molto diversa. Il racconto 'The Thames Valley Catastrophe' (pubblicato nel 1901 nello Strand Magazine) descrive la distruzione di Londra a causa di un'improvvisa e catastrofica eruzione vulcanica.
Egli fu anche autore di racconti polizieschi e storie gialle. In questo campo il suo personaggio più celebre fu Colonel Clay, amabile ladro precursore di figure ben più note, come ad esempio Arsenio Lupin, nato molti anni più tardi dalla penna di Maurice Leblanc.
Allen si sposò due volte ed ebbe un figlio, Jerrard Grant Allen (1878-1946), agente teatrale, che nel 1913 sposò l'attrice e cantante Violet Englefield.
Morì nella sua casa a Hindhead, Haslemere, nel Surrey, in Inghilterra il 25 ottobre 1899. Morì prima di aver portato a termine Hilda Wade. L'episodio conclusivo del romanzo, che egli dettò dal letto all'amico e vicino di casa sir Arthur Conan Doyle apparve poi con il titolo molto appropriato The Episode of the Dead Man Who Spoke (ovvero, L'episodio dell'uomo morto che parlò) in The Strand Magazine nel 1900.
Ogni anno a Wolfe Island, vicino a Kingston, luogo di nascita di Allen, si tiene un festival sulla narrativa canadese gialla.

## Opere
(parziale)

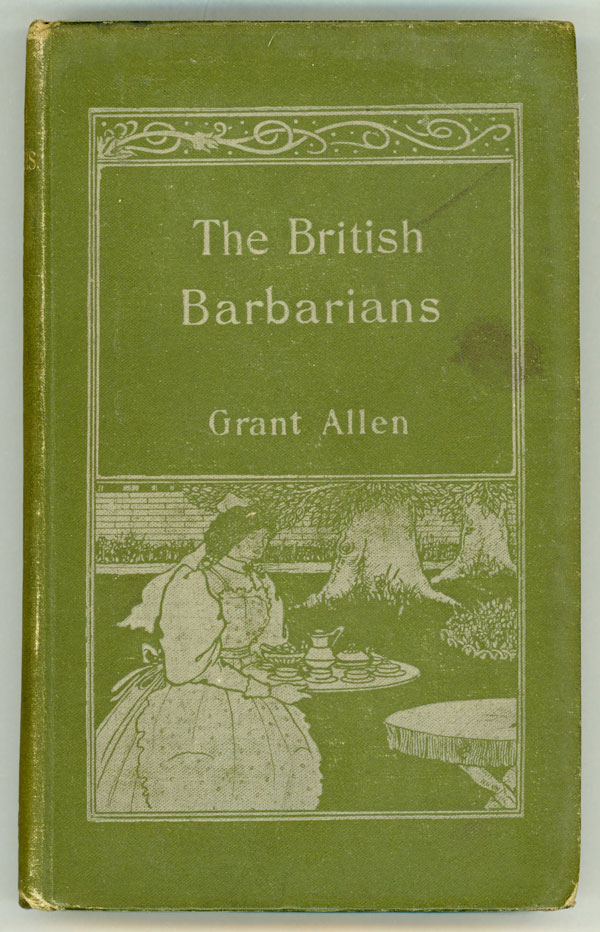
Questi barbari inglesi (The British Barbarians, 1895)

- Questi barbari inglesi (The British Barbarians, 1895), Marchetti Editore, 2014. ISBN 978-88-99014-01-8.
- La vita delle piante, Fratelli Bocca Editore, 1902.
- Un miliardario africano, Società Editrice Laziale, 1907.
- L'evoluzione dell'idea di Dio, Fratelli Bocca Editore, 1911.
- Il gran Tabù, Sonzogno, 1932.
- Tornata in vita (Recalled to life), Clown Bianco Edizioni, 2021, ISBN 9788894909975.

### Racconti
- La catastrofe della valle del Tamigi ne Il futuro era già cominciato, Oscar Fantascienza 90, Mondadori, 1990. ISBN 88-04-34035-5.[7]
- La torre di Wolverden in Tutti i vostri incubi, Horror 10, Mondadori, 1990.[7]
- La figlia del falansterio ne Il palazzo di cristallo, Oscar Narrativa 1149, Mondadori, 1991. ISBN 88-04-34714-7.[7]
- Il mio capodanno tra le mummie in Alia. L'arcipelago del fantastico 1, CS Coop. Studi Libreria Editrice, 2003. ISBN 88-90-14550-1[7]